# Banda de condução

Diagrama das bandas de condução e valência num semicondutor tipo-p em zero Kelvin.

Banda de condução é a região dentro da banda de valência mais próxima ao nível de Fermi, parcialmente preenchida com elétrons, sendo, apenas os elétrons com energia mais próxima ao nível de Fermi, terão a probabilidade de se tornarem elétrons livres, ou seja, se movimentar com relativa liberdade pelo material, logo, portadores de corrente, participando do processo de condução da eletricidade pelo material.